# St. Petri (Landwehrhagen)

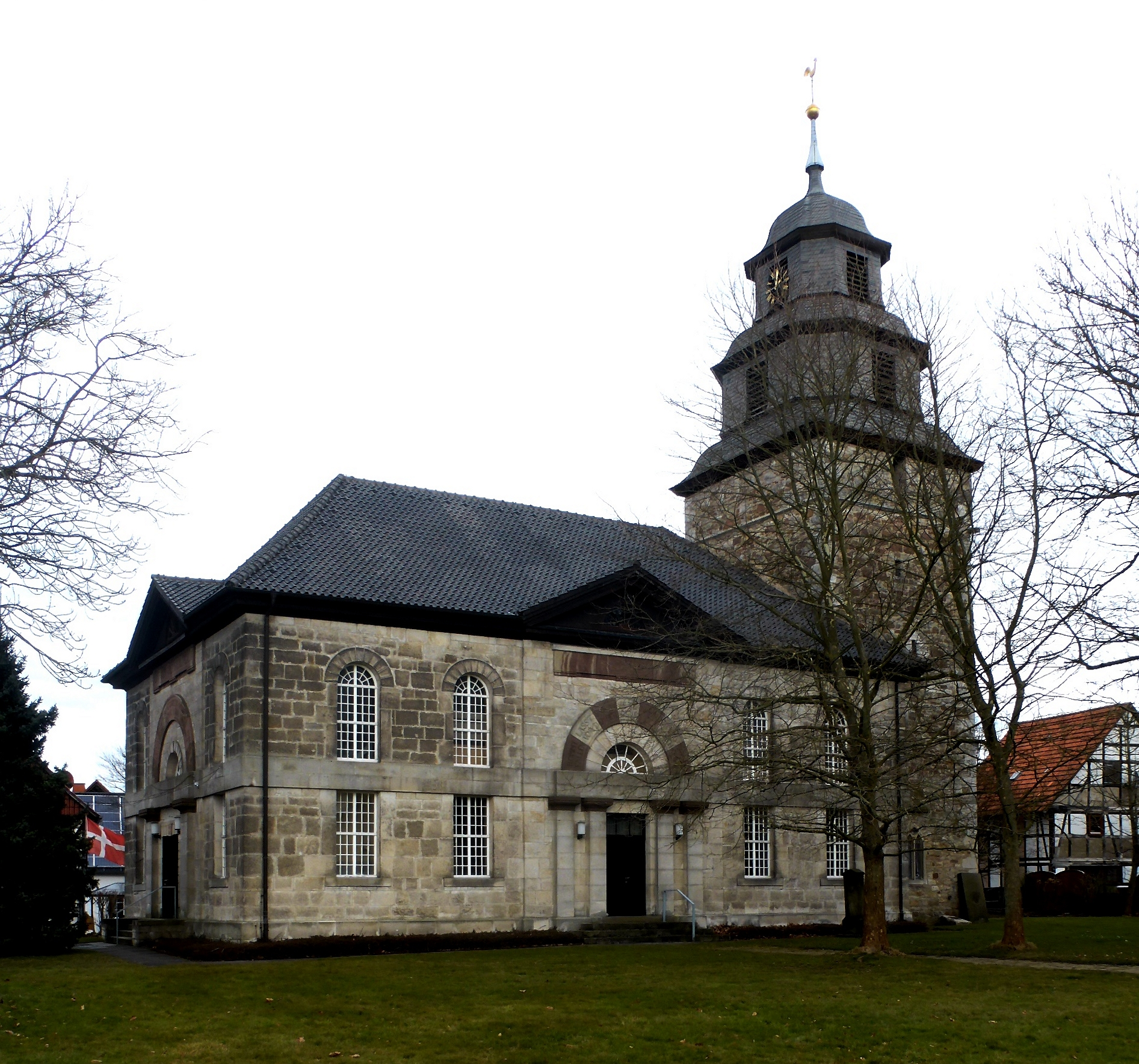
St. Petri, Ansicht von Südwesten (2018)

St. Petri (St. Petrus) ist eine evangelisch-lutherische Kirche in Landwehrhagen, einem Ortsteil der Gemeinde Staufenberg im Landkreis Göttingen von Niedersachsen. Die Kirchengemeinde gehört zum Kirchenkreis Göttingen-Münden im Sprengel Hildesheim-Göttingen der Evangelisch-lutherischen Landeskirche Hannovers.

## Geschichte und Beschreibung
Der älteste Teil der Kirche ist der aus Bruchsteinen gemauerte und im Innern kreuzgewölbte Chorturm aus dem 14. Jahrhundert. 1801 erhielt er auf achteckigem Grundriss einen zweifach eingezogenen und verschieferten Aufsatz mit Haube. Im unteren Stockwerk des Turmaufsatzes befindet sich die Glockenstube, darüber die Uhr.
Das ursprüngliche Kirchenschiff wurde bei einem Brand zerstört und 1822–23 durch einen Neubau ersetzt, der 1825 eingeweiht wurde. Diese nach einem „Bau-Riß“ des „Churfürstlichen Hof-Baumeister Rudolf aus Caßel“ von dem Architekten W. L. Vick entworfene Saalkirche ist ein Werksteinbau mit streng symmetrischer, klassizistischer Fassadengestaltung. Ein umlaufendes breites Gurtgesims teilt nicht nur die hohen Rundbogenfenster, sondern die Fassaden selbst in zwei Geschosse, was die Emporen im Kircheninnern bereits am Außenbau erkennen lässt. Auffälligster Fassadenschmuck sind die zwei „1822“ datierten Rechteckportale in leicht vortretenden Risaliten im Osten und im Süden, die von Pilastern gerahmt und einem großen Rundbogenfries überfangen werden. Im Bogen über dem Westportal befindet sich eingemeißelt die zweizeilige Inschrift „HERR ICH HABE LIEB DIE STAETTE DEINES HAUSES / UND DEN ORT DA DEINE EHRE WOHNET Ps 26V8“; darüber in einem Schriftfeld unter dem Traufgesims: „GOTT DEM ALLERHEILIGEN“. Der Bogen über dem Südportal trägt die zweizeilige Inschrift „KOMMT LASST UNS ANBETEN KNIEN UND NIEDER / FALLEN VOR DEM HERN [sic] DER UNS GEMACHT HAT Ps 95V6“. Geschichtlich bedeutsam ist darüber die Inschriftentafel, welche nicht nur namentlich die Gemeindevertreter als Bauherren, sowie Pastor, Kantor, Kirchenkommissar und Amtmann, sondern ausdrücklich auch „W. L. VICK ARCHITECT“ verewigt.
Der im Empirestil gestaltete Innenraum mit umlaufenden Emporen ist von einer Flachdecke überspannt. Zur Kirchenausstattung gehört eine repräsentative Kanzelaltarwand.
Die Orgel mit 16 Registern, verteilt auf ein Manual und ein Pedal, ist älter als das Kirchenschiff und wurde 1797 oder 1800 von Johann Stephan Heeren aus Gottsbüren gebaut. Nachdem die Kirche 1825 wiederhergestellt war, wurde sie in Landwehrhagen durch Johann Dietrich Kuhlmann wieder aufgestellt. Dass die Orgel ursprünglich wohl für eine andere Kirche oder einen anderen Standort innerhalb der Kirche gebaut wurde, ist an den eigentümlichen Höhenverhältnissen des Orgel-Prospektes erkennbar, wobei einige Pfeifen bis fast einen Meter in den Dachraum hineinreichen. 2004 wurde die Orgel von der Firma Werner Bosch Orgelbau restauriert.